# Konsulat Generalny Ukrainy w Krakowie
Konsulat Generalny Ukrainy w Krakowie (ukr. Генеральне консульство України в Кракові) – ukraińska placówka konsularna mieszcząca się w Krakowie.
Konsulat został utworzony w 1997 roku, a jego okręg obejmuje województwa: dolnośląskie, małopolskie, opolskie, śląskie, świętokrzyskie.

## Konsulowie generalni
- 1997–2001 – Zinowij Kurawski
- 2001–2005 – Ołeksandr Medownikow
- 2005–2010 – Mychajło Brodowycz
- 2010–2015 – Witalij Maksymenko
- 2015–2019 – Oleg Mandiuk
- 2020– nadal – Wiaczesław Wojnarowski